# سد مياما تاميكي
سد مياما تاميكي هو سد جاذبية يقع في محافظة شيمانه في اليابان. يستخدم السد للري. تبلغ مساحة مستجمعات المياه في السد 2.5 كيلومتر مربع. يحجز السد حوالي هكتار واحد من الأرض عندما يمتلئ ويمكنه تخزين 80 ألف متر مكعب من المياه. اكتمل بناء السد في عام 1987. 